# 劳伦斯·M·贾德
劳伦斯·麦卡利·贾德（英語：Lawrence McCully Judd，1887年3月20日—1968年10月4日）为美国夏威夷领地政治人物，后成为夏威夷领地总督。他在担任总督期间最著名的事迹是马西审判，他将误杀约瑟夫·卡哈哈瓦的三名凶手进行了减刑。